# Paso del Turchino
El Paso del Turchino es un paso de montaña en la región de Liguria (Italia), que conecta las ciudades de Masone y Mele a través de la carretera estatal 456. La altura real es de 588 m s. n. m., pero la carretera se encuentra a menor altitud, a 532 m s. n. m. ya que cruza el paso a través de un túnel.

## Ciclismo
El Turchino es conocido por ser el primer ascenso en el recorrido de la clásica ciclista Milán-San Remo, encontrándose el mismo aproximadamente en la mitad de la carrera. Ha sido subido en todas las ediciones menos en 2001 y 2002, cuando se cambió el recorrido y en 2013 debido a nevadas en el paso. 
Originalmente, y en los tiempos de Coppi y Bartali, la carretera era de tierra (sterrato) y este ascenso solía ser selectivo, aunque en la actualidad, con carretera asfaltada el Paso del Turchino, no trae mayores inconvenientes.
Desde Ovada, el ascenso es de 25,8 km y el desnivel de 373 m, siendo la pendiente media sólo del 1,4 %. La parte más difícil son los últimos 2 kilómetros en que llegan al 5,7%. En sentido contrario, desde Voltri, el ascenso es más corto (11,6 km) pero más empinado (4,5 %).